# Standardisation

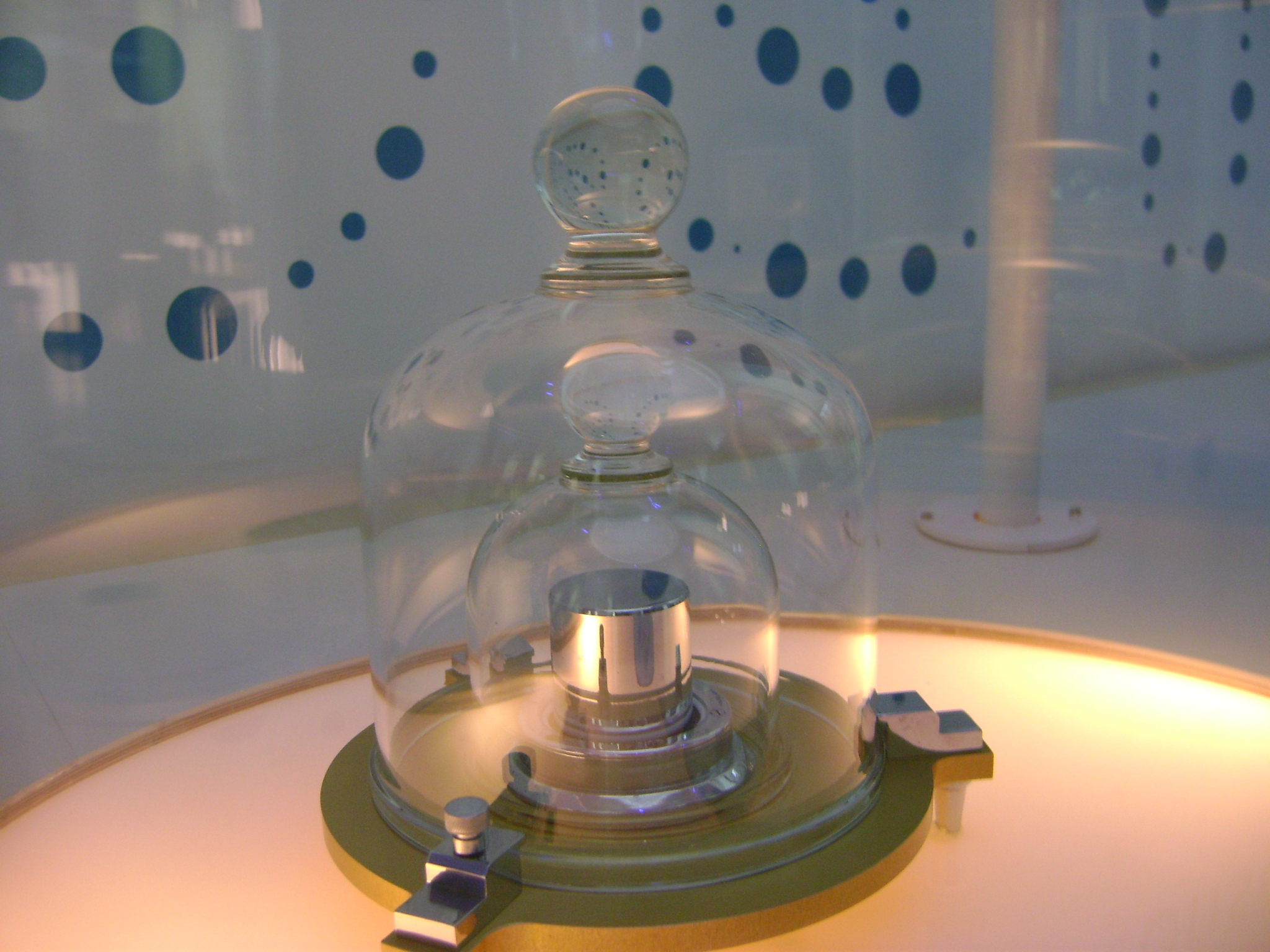
Une réplique du prototype du kilogramme à la Cité des Sciences et de l'Industrie, Paris, France.

La standardisation  est l'action de ramener un produit, une production à une norme, à un modèle unique ou à un petit nombre de modèles aux caractéristiques définies : standardiser des modèles de robinets.
La standardisation peut s'appliquer à différents domaines dont :
- les normes et standards techniques ;
- les standards de métadonnées ;
- les tests psychologiques, dans le cas d'une évaluation différentielle ;
- en linguistique, la standardisation (ou normalisation) est la suppression de la variation dialectale ou sociale par l'élaboration d'une norme linguistique.

Pour Henry Mintzberg, la standardisation est un procédé en entreprise qui permet de gagner du temps et de réduire les coûts.
D'autres ont critiqué le processus de standardisation en ce qu'il élimine le temps de la découverte du meilleur modèle de production. 
En analyse non standard, le principe de standardisation permet de construire des ensembles standard à partir de prédicats externes.

## La standardisation dans une organisation
La standardisation facilite l’intégration de nouvelles technologies et la gestion des processus numériques. Assurer des pratiques uniformes permet aux organisations de s’adapter plus facilement aux évolutions et surtout de maintenir une continuité dans leurs opérations. (Star, S. et Ruhleder, K., 1996)